# Dr Eidgenoss

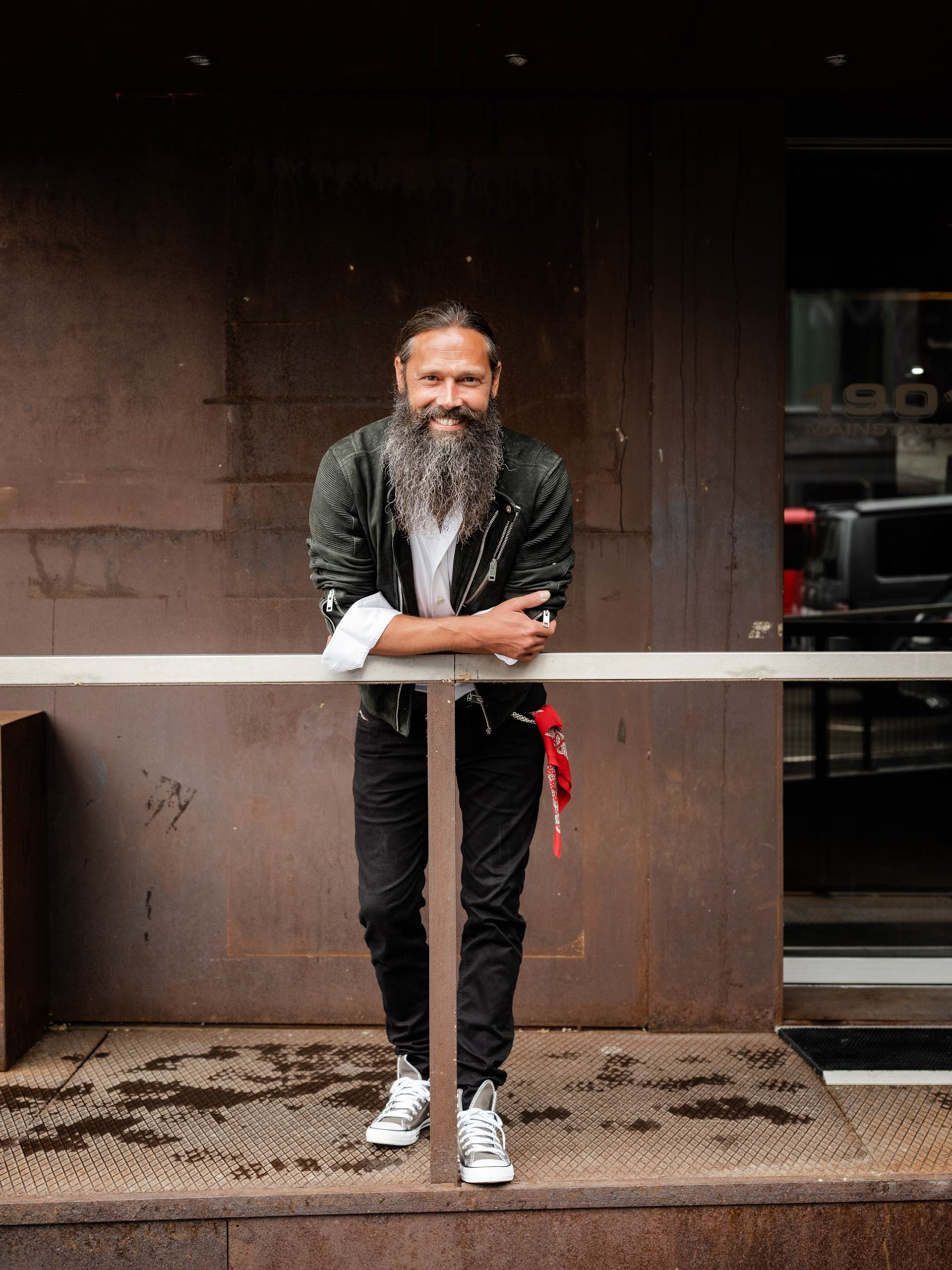
Dr Eidgenoss (2021)

Dr Eidgenoss ist der Künstlername des Schweizer Musikers Urs Fischer (* 28. März 1980). Bekannt wurde er mit volkstümlicher Musik rund um seine Heimat Nidwalden.

## Karriere
Aufgewachsen ist Urs Fischer auf einem Hof in Obbürgen im Zentralschweizer Kanton Nidwalden und in Eschenbach.  Nach der Schule arbeitete er 10 Jahre als Pöstler im Kanton Luzern und war hin und wieder als Fotomodell tätig, bevor er die Musik zu seiner Profession machte. 2010 unterschrieb er einen Vertrag mit Universal in der Schweiz und ein Jahr später veröffentlichte er sein erstes Album Nidwaldner Wurzlä unter dem Namen Dr Eidgenoss, eine Anspielung auf die Rolle seiner Heimat bei der Gründung der Schweizer Eidgenossenschaft. So sind auch die Texte seiner selbst geschriebenen Lieder sehr heimatbezogen. Seine bevorzugten Instrumente sind Schwyzerörgeli und Alphorn. Dazu kommt der Jodelgesang, den er von seiner Mutter Maria Fischer-Bircher gelernt hat. Sie unterstützt ihn auch häufig bei seinen Auftritten und Albumaufnahmen als Jodlerin und Sängerin. Neben seinem langen Haar und seinem Vollbart ist sein Markenzeichen die Nidwaldner Tracht mit einem «Fazenetli», einem roten Tuch, das traditionell anzeigt, dass er noch ledig ist.
Mit seinem ersten Album erreichte Dr Eidgenoss 2011 auf Anhieb Platz 29 und hielt sich ein Vierteljahr in der Schweizer Hitparade. Im Jahr darauf machte er mit seinem Lied Stanserhorn Werbung für die Einweihung der zweiten Stanserhorn-Bahn. Es folgten Fernsehauftritte unter anderem bei Samschtig-Jass und der Talkshow Aeschbacher sowie 2013 das zweite Album Heimat isch Trumpf.

## Diskografie
Alben
- Nidwaldner Wurzlä (2011)
- Heimat isch Trumpf (2013)
- Freiheit (2017)

Lieder
- Eysi Häimat (2011)
- Stanserhorn (2012)
- Schwingärkenig (mit Maria Fischer-Bircher, 2013)
- Ich mecht diär dankä sägä (2013)